# Jessica Smith
Jessica Smith (Dearborn, 14 ottobre 1983) è una pattinatrice di short track statunitense.

## Palmarès

### Mondiali
- 2 medaglie:
  - 2 argenti (staffetta 3000 m a Shanghai 2012; 3000 m a Montreal 2014).

### Mondiali a squadre
- 2 medaglie:
  - 2 bronzi (Heerenveen 2009; Varsavia 2011).